# Prins Willem (schip, 1985)

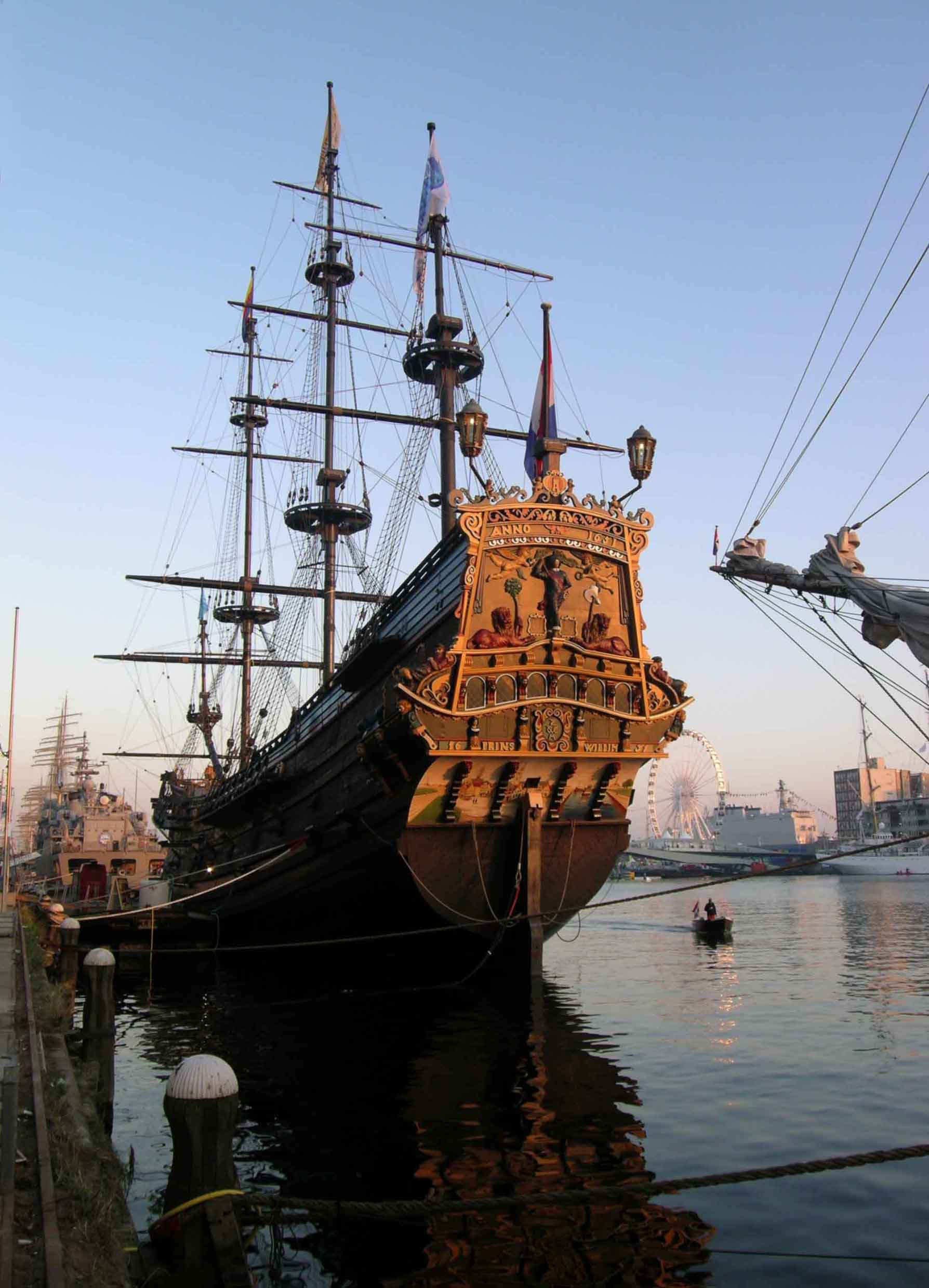
Het schip tijdens Sail 2005 in Amsterdam

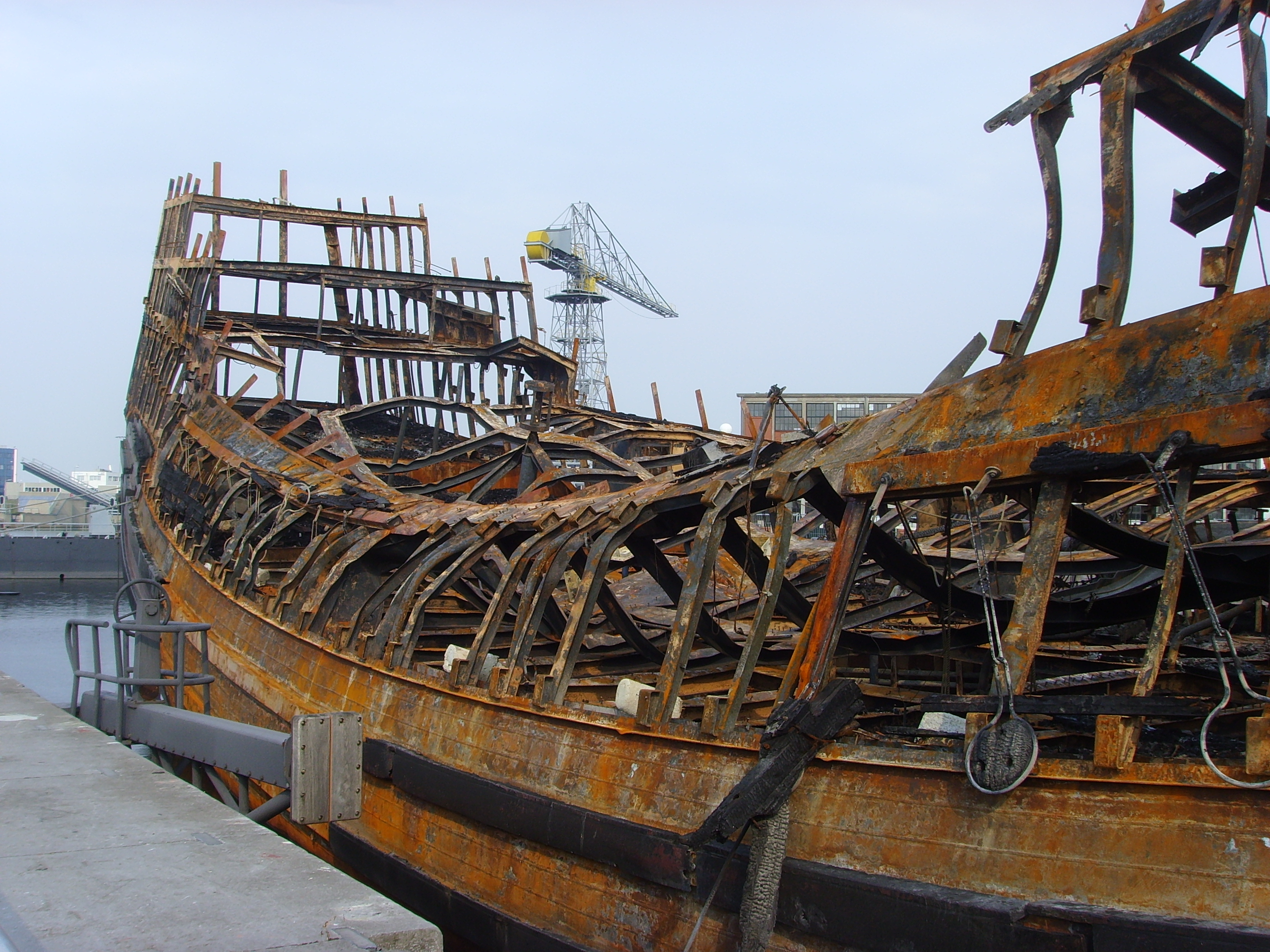
De overblijfselen van het nagebouwde schip nadat het op 30 juli 2009 vrijwel volledig uitbrandde

De Prins Willem was een replica van de Prins Willem, een schip dat gebouwd was in 1650 in Middelburg voor de Kamer van de VOC in Zeeland. Het origineel was een spiegelretourschip van de Verenigde Oostindische Compagnie (VOC).

## Nagebouwde schip
In 1984-1985 werd bij Scheepswerf Amels in Makkum een deels in staal uitgevoerd schip op basis van de Prins Willem gebouwd voor Oranda Mura (Holland Village), een voor toeristen nagebouwd 17e-eeuws Hollands stadje aan de baai van Omura bij Nagasaki.
Na het faillissement van Holland Village werd het in 2003 aangekocht door attractiepark Cape Holland in Den Helder. Na een reis van ruim een maand op een drijvend dok kwam het schip op 8 december 2003 in Den Helder aan. Het werd afgemeerd in een dok van de voormalige marinewerf Willemsoord, een van de oudste gemetselde droogdokken ter wereld. Na aankomst werd het schip weer teruggebracht in authentieke stijl. Voor het transport over zee waren namelijk verschillende onderdelen gedemonteerd. Bovendien werd het schip gerenoveerd en geschikt gemaakt voor intensief gebruik.
Op vrijdag 12 augustus 2005 werd het het schip naar IJmuiden versleept om van 17 tot en met 22 augustus deel te nemen aan Sail 2005. Ook tijdens de Sail was het schip te bezoeken.

### Brand
Op 30 juli 2009 brak in Den Helder in het schip brand uit. Het vuur ontstond in de kombuis van het schip, mogelijk door kortsluiting. Het schip is hierbij verloren gegaan. Het was voor €3.000.000 verzekerd, wat niet voldoende was om het te herbouwen. Scheepswerf Talsma uit Franeker had het wrak overgenomen om het te restaureren. Toen het te duur bleek om te restaureren werd het schip in augustus 2014 naar Kampen gesleept waar het is gesloopt.

## Afbeeldingen

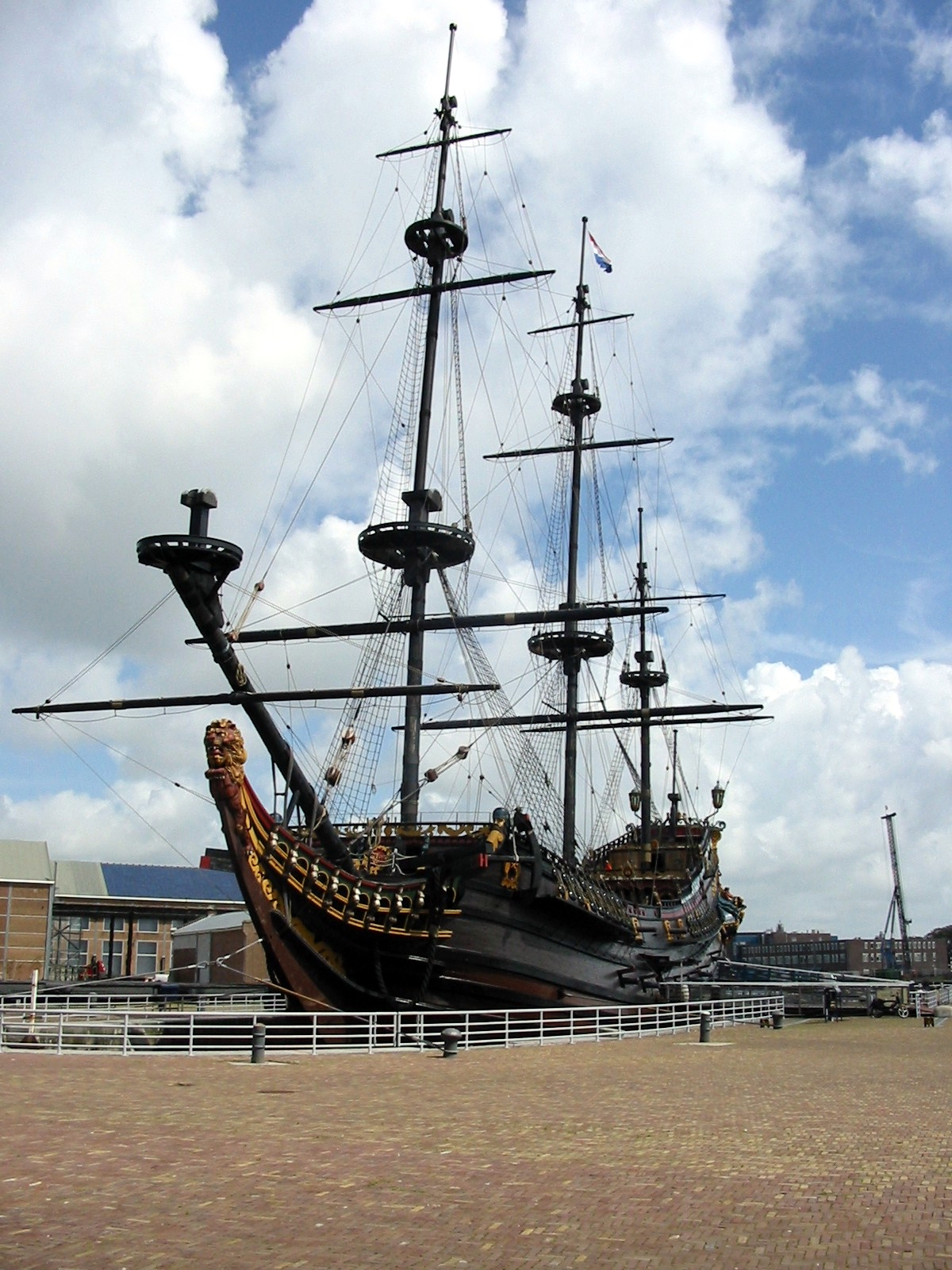
Prins Willem (voorzijde)
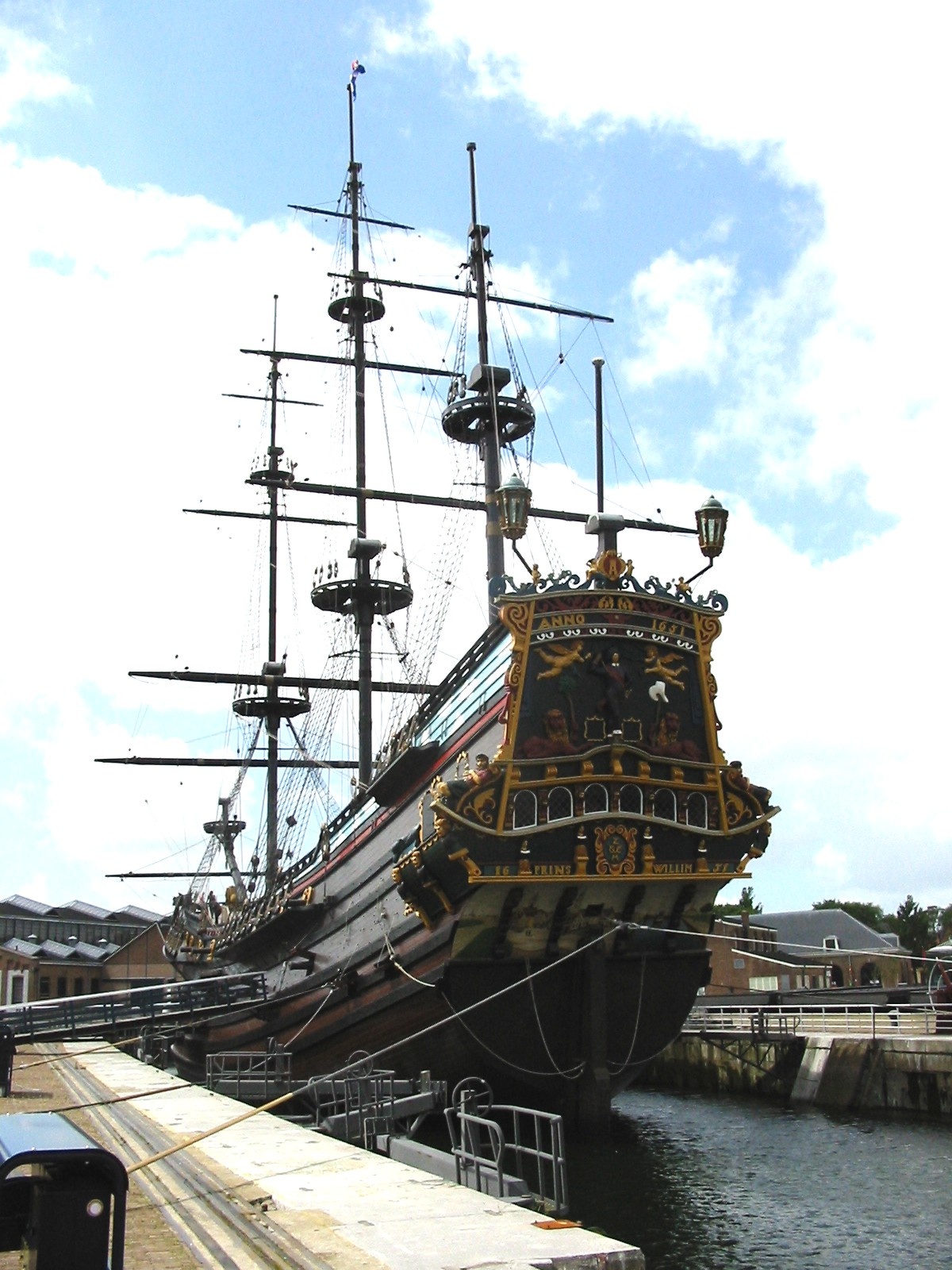
Prins Willem (achterzijde)
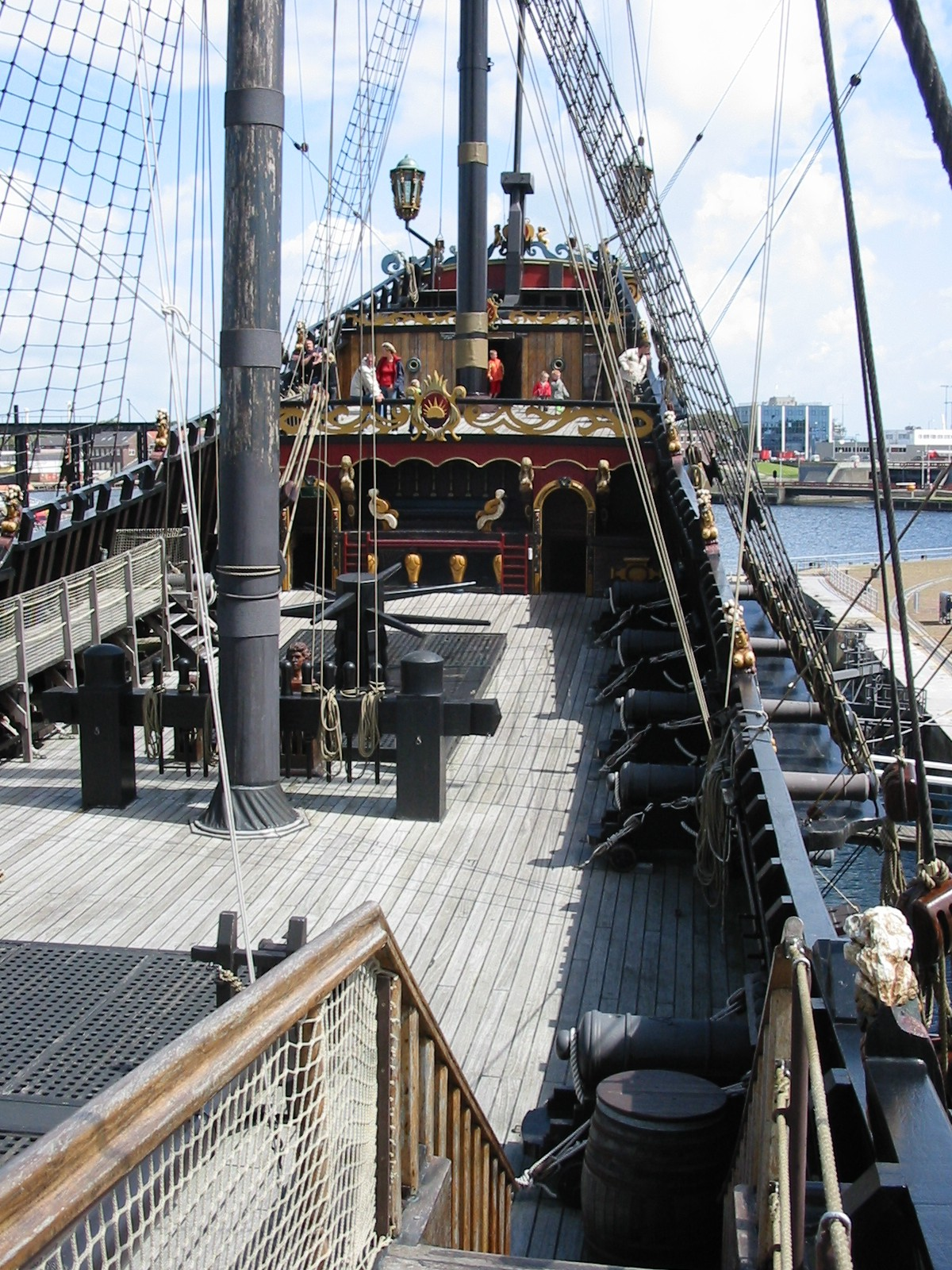
Prins Willem (bovendek)
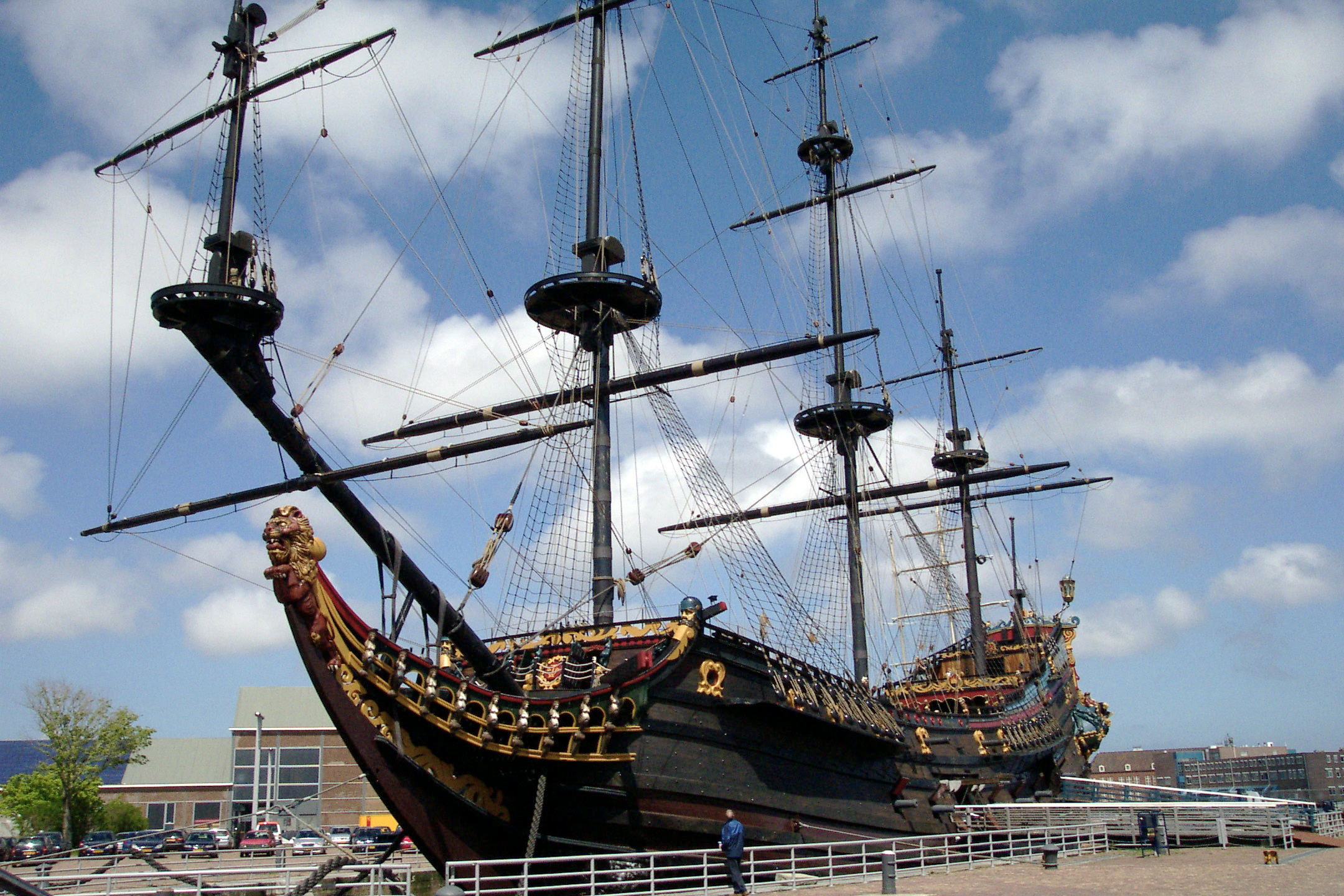
Voorzijde met details